# Teoría del potencial
En matemáticas y física matemática la teoría del potencial puede definirse como el estudio de las funciones armónicas.

## Definición
La expresión "teoría del potencial" aparece del hecho que, en la física del siglo XIX, se creía que las fuerzas fundamentales de la naturaleza se obtenían a través de potenciales que satisfacían la ecuación de Laplace. Por lo tanto, la teoría del potencial fue el estudio de las funciones que podían servir como potenciales. Hoy en día, se sabe que la naturaleza es aún más complicada: las ecuaciones que describen fuerzas son sistemas de ecuaciones diferenciales en derivadas parciales no lineales, tal como las ecuaciones de Einstein y las ecuaciones de Yang-Mills, y la ecuación de Laplace es solo válida como un caso límite. Sin embargo, el término "teoría del potencial" ha permanecido como un término conveniente para describir el estudio de las funciones que satisfacen la ecuación de Laplace. También es cierto que la ecuación de Laplace se utiliza en aplicaciones en diversas áreas de la física, tal como la conducción de calor y la electrostática.
Obviamente, hay una considerable superposición entre la teoría del potencial y la teoría de la ecuación de Laplace. En la medida en que es posible establecer una distinción entre estos dos campos, la diferencia se basa en la siguiente distinción: la teoría del potencial se centra en las propiedades de las funciones, a diferencia de que en la otra se estudian las propiedades de la ecuación. Por ejemplo, un resultado sobre las singularidades de las funciones armónicas se dice que pertenece a la normativa de la teoría del potencial, pero si el resultado habla de cómo una solución depende de los datos de frontera, entonces se dice que pertenece a la teoría de la ecuación de Laplace. Por supuesto, esto no es una distinción clara y rápida, y en la práctica hay una considerable superposición entre los dos campos.
La teoría moderna del potencial está también íntimamente relacionada con la probabilidad y la teoría de las cadenas de Markov. En el caso continuo, esto está estrechamente relacionado con la teoría analítica. En el caso de espacio de estado finito, esta conexión se puede llevar a cabo mediante la introducción de una red eléctrica sobre el espacio de los estados, con una resistencia entre los puntos inversamente proporcional a las probabilidades de transición y densidades proporcionales a los potenciales.